# 1813
1813 (số La Mã: MDCCCXIII) là một năm thường bắt đầu vào thứ Sáu trong lịch Gregory.
Bản mẫu:Tháng trong năm 1813